# إعلان مبوب

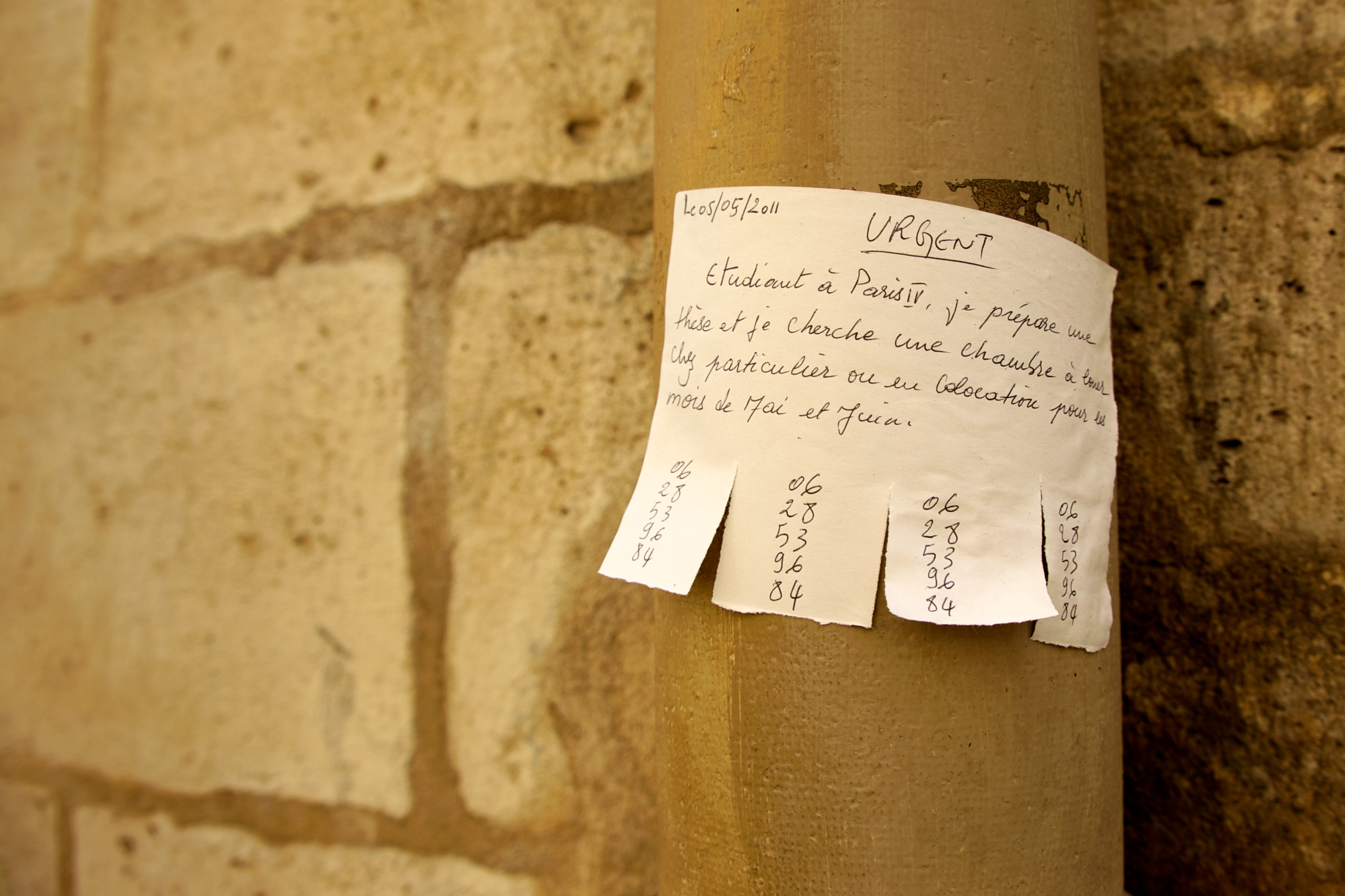
إعلان مبوب في الشارع العمومي

الإعلان المبوب هو شكل من أشكال الإعلان، وهو شائع بشكل خاص في الصحف والدوريات عبر الإنترنت وغيرها، ويمكن بيعه أو توزيعه مجانًا. وعلى الرغم من انتشار الإعلانات المصوّرة إلا أن الإعلانات المبوبة أرخص بكثير من الإعلانات كبيرة الحجم التي تستخدمها الشركات، سابقا كانت تسمى بشكل شائع الإعلانات "المطلوبة أو المرغوبة" بدءًا من عام 1763، وأحيانًا تسمى الإعلانات الصغيرة في بريطانيا.

## تاريخ
ظهرت هكذا إعلانات أول مرة في الجرائد الورقية، حيث كانت الشركات أو المعامل التي تبحث عن عمال تضع إعلان وظيفة في أحد الجرائد، وبعد قرائتها من الشخص الراغب في العمل ويجد أن الإعلان يتوافق مع مايبحث عنه يذهب الأخير إلى مقر العمل حاملا معه الجريدة التي فيها الإعلان والوثائق الازمة.
ظهرت بعد سنة 2006 مواقع على شبكة الأنترنت مختصة فقط في مجال الإعلانات: طلبات العمل، بيع أو شراء، كراء... إلخ.

## المجالات المتنوعة للإعلانات المبوبة
يوجد نوعان من وسائل الإعلام التي توصل هكذا إعلانات: وسائل إعلامية خاصة، وسائل إعلامية عمومية.
- وسائل الإعلام الخاصة: هي التي تنمو على شبكة الأنترنيت، منها مواقع وطنية أو عالمية مثل إيباي.
- وسائل الإعلام العمومية: تكون غالبا على شاشة التلفاز أو على الجرائد الورقية، لكنها لم تلج بعد لشبكة الأنترنت المحتكرة من طرف الوسائل الإعلامية الخاصة.

الإعلانات المبوبة الخاصة أو الموجودة على شبكة الأنترنت تكون دقيقة وتذهب للهدف بسرعة، على سبيل المثال: أزياء النساء، أزياء الرجال، عقارات، بيع أو شراء، إستثمار أو تأجير، وظيفة... إلخ.

## ظهور الإعلانات المبوبة وتطورها
في السنوات الأخيرة (بعد سنة 2006) بدأت الإعلانات المبوبة تقل بشكل كبير في الأوراق والجرائد المطبوعة، وتحولت إلى شبكة الأنترنيت، التلفزيون والراديو والعديد من الوسائل العصرية، غالبا يتم عرض الإعلانات المبوبة على التلفزيون ضمن الإشهارات (إشهار المنتوجات).
الكثير من الباحثين عن الوظيفة أو أشياء أخرى يفضلون لأن الولوج والبحث يكون بغاية السهولة، كما أن الإعلانات المبوبة في الأنترنت تكون مطولة وتشمل أكبر عدد من المعلومات، عكس الورقية التي تحصر الإعلان المبوب في كلمات قليلة ليتسنى لها عرض العديد من الإعلانات المبوبة. تعتبر الإعلانات المبوبة في الأنترنت مجانية وتصل إلى أكبر عدد من المتتبعين مما ساهم في توسيع قاعدتها، حيث بدأ يلجأ أصحاب المطاعم، المقاهي، الفنادق وغيرها من الخدمات إلى عمل إعلانات مبوبة على الأنترنت قصد التعريف بها. دعى العديد من المهتمين بشأن الإعلانات المبوبة إلى أعمال الخدمة بواسطة آر إس إس، عوض الاشتغال بشكل يدوي.
هناك مواقع على الأنترنت متخصصة فقط في الإعلانات المبوبة.

## الإعلانات المبوبة على الجرائد الورقية: ركن التعارف

مواقع من بين أخرى للإعلانات المبوبة في المغرب

ساهمت العديد من الجرائد الورقية التي تقوم بعمليات إعلان مبوب على صفحاتها، في العديد من عمليات الزواج، حيث كان يقوم الرجل، أو المرأة بوضع مواصفاتها وطلبها الزواج من رجل ذو المواصفات التي تريدها وتضع عنوانها، فبعدها تأتي مرحلة القارئ أو الرجل الذي يريد أيضا الزواج ليقوم بعمليات الاتصال مع الفتاة قصد الزواج (ملاحظة: حتى الرجل يساهم في عملية كتابة الإعلان للبحث عن الزوجة وليس المرأة فقط).
الزواج بالإعلانات المبوبة غالبا يكون بين زوجين من دولتين مختلفتين، وهذا لا يمنع من انتمائهما لنفس البلد أحيانا.

## الإعلانات المبوبة على الأنترنت فيالعالم العربي
ظهرت في العالم العربي مواقع كثيرة تهتم بنشر الإعلانات المبوبة، تقريبا في جل الدول العربية.
في المغرب مثلا، بدأت تظهر بكثرة مواقع الإعلانات المبوبة سنة 2006 (لكن هناك من أنشأت سنة 2000 ولازالت تشتغل لحد الآن)، وبدأت تتكاثر نتيجة سياسة نهجتها وزارة الصناعة والتجارة والتكنولوجيا الجديدة، للانتقال من الأوراق إلى عالم الأنترنت فظهرت نتائج جيدة. وكذلك في كل العالم العربي.